# Gerrard Xie
Xie Yonglin (chinês simplificado: 谢咏霖, pinyin: Xiè Yǒnglín; Hong Kong, 24 de setembro de 2006), também conhecido como Gerrard Xie é um automobilista chinês que atualmente compete na Fórmula 3 pela equipe Hitech TGR.

## Careira

### Campeonato GB3
Em 13 de fevereiro de 2023, foi anunciado que Xie pilotaria pela equipe Hillspeed no Campeonato GB3 de 2023 ao lado de Daniel Mavlyutov, com ambos os pilotos apoiados pela nova Hitech GP Academy. Xie teve uma temporada difícil, mas venceu a última corrida da temporada em Donington Park. Terminou em 20º lugar no campeonato com 128 pontos.
Em 2024, Xie se transferiu para a equipe Hitech Pulse-Eight para sua segunda temporada no Campeonato GB3.

### Fórmula Regional
Xie fez sua estreia no Campeonato de Fórmula Regional da Oceania em 2024, pilotando pela M2 Competition. Ele conquistou a pole position por quatro décimos no Hampton Downs International Motorsport Park e venceu no Taupo Motorsport Park.

### Fórmula 3
Em outubro de 2024, foi anunciado que Xie iria ingressar no Campeonato de Fórmula 3 da FIA para a disputa da temporada de 2025, continuando com sua parceria com a equipe Hitech TGR.